# 오하드 토포
오하드 토포는 이스라엘 출신의 투자가이자 기업가로서 국내 최상위 가문과 기업들을 위한 최초 전문 투자회사인 TCK 인베스트먼트(TCK Investments)의 설립자이자 회장이다. 또한 그는 영국에 위치한 Topor & Co Limited의 설립자이자 회장이기도 하다.
오하드 토포는 배우자 자스민 토포(Jasmine Topor)와 여러 국가 간의 투자와 기술 분야의 협력을 촉진하기 위해 공동으로 설립한 한국-이스라엘 혁신 센터(Korea Israel Innovation Center)의 수석 고문이기도 하다.

## 어린 시절 및 학력
오하드 토포는 1979년 이스라엘 유대인 가정에서 태어났다. 그의 아버지 요코프 토포(Yakov Topor)는 인테그레이티드 일렉트로닉 인더스트리(Integrated Electronic Industries)의 창업자이며, PC의 "절전 모드" 기능을 개발한 최초의 엔지니어이자 특허권자다. 그의 어머니 엘리안 토포(Eliane Topor)는 교사로 활동했다. 오하드는 세 형제 중 장남이며, 동생 벤 토포(Ben Topor)는 2016년 "포브스 선정 30세 이하 이스라엘 리더 30인"으로 임명되었다. 오하드는 초등학교 유년 시절 일부를 미국에서 보냈다.
오하드는 미국 캘리포니아주 스탠퍼드 대학교(Stanford University)에서 경영학 석사학위(MBA)를, 이스라엘 텔 아비브 대학교(Tel Aviv University)에서 경제학 학사학위를 취득하였다. 그는 이스라엘군 정보부대 중 특수부에서 군복무를 마쳤다.

## 경력
오하드는 약 20년 간 글로벌 투자의 전문성을 갖춘 액티브 투자 매니저로 활동해 왔다. 그는 멀티-패밀리 오피스 서비스 회사인 스퀘어 캐피탈(Square Capital)에서 근무했다. 런던과 파리에 본사를 두고 있는 스퀘어 캐피탈은 골드만 삭스(Goldman Sachs)의 유럽 고액자산가 자산관리 부문의 전 헤드에 의해 설립되었으며 패밀리 자산관리를 전문으로 하는 회사다. 오하드는 부동산, 글로벌 상장 주식 및 채권, 프라이빗 에쿼티 (PEF), 벤처캐피탈 (VC) 그리고 헤지펀드에 이르기까지 다양한 투자자산에 걸쳐 풍부한 투자 및 자산관리 경험을 갖고 있다. 그는 한국 언론과 자주 인터뷰를 하고 있으며 한국비서사무협회(KAAP)가 선정한 한국 최고의 지도자상을 수상하였다.
TCK 인베스트먼트 (Topor & Co Korea)
TCK인베스트먼트는 세계적인 투자회사로서, 2012년에 한국에서 사업을 시작하였다. 한국 최초의 독립 멀티-패밀리 오피스 서비스 회사로서 초고액자산가, 기업가 및 법인에게 맞춤형 자산관리 서비스를 제공하고 있다. 2018년 3월에는 황영기 전 금융투자협회장을 선임고문으로 영입하였다.
TCK인베스트먼트는 오크트리 캐피탈(Oaktree Capital)의 하워드 막스(Howard Marks) 회장의 투자 철학과 접근법을 바탕으로 설립되었다. 하워드 막스는 TCK인베스트먼트의 설립 멤버였고, 오크트리 캐피탈이 지분 투자를 하여 이 사업의 주주이다. (오크트리 캐피탈은 세계 최대 규모의 신용 및 채권 투자회사들 중 하나이다.)

## 조직
오하드 토포는 1998년 이스라엘 네게브 사막 개발과 이스라엘 내 빈부격차를 해소하기 위한 비영리 단체, 디젬(DEGEM)을 설립했다. 이 단체는 네게브 사막 지역의 개발을 위해 대학, 정부기관 및 기타 단체에서 강연과 방송 출현 등을 통해 적극적인 활동을 펼쳤다. 이 단체의 자문위원으로는 이스라엘 방위군(Israel Defense Forces) 참모총장이었던 암논 립킨-샤하크(Amnon Lipkin-Shahak)와 이스라엘 제5대 대통령 이츠하크 나본(Yitzhak Navon)과 더불어 여러 유명 인사들이 있다.

## 개인생활
오하드는 자스민 토포와 결혼하여 슬하에 두 딸을 두고 있으며 텔아비브와 서울을 오가며 살고 있다.

## 참조
1. ↑  카셰어링도 암호화폐로 결제하는 이스라엘.  중앙일보. 2018년5월24일.
2. ↑  이스라엘 블록체인 기술은 어느 정도?…한국서 기업 설명회. 중앙일보. 2018년5월24일.
3. ↑  50억원 이상 자산가 자금 컨설팅하는 오하드 토포 TCK인베스트먼트 회장 | 美 금리 인상發 증시 급락 너무 걱정 마세요. 매일경제. 2018년 3월 12일.
4. ↑  Topor, Yakov. Apparatus for and Method of Turning on and Shutting off a Computing Device. 보관됨 2018-08-02 - 웨이백 머신 1998년 4월 28일.
5. ↑  Reshef, Michal. “עסק משפחתי: הכירו את עובדי ההיי טק שהלכו בעקבות הוריהם.” Walla! 2017년 4월 12일.
6. ↑  “בן טופור.” 보관됨 2018-04-28 - 웨이백 머신 Forbes Israel. 2016년 2월 28일.
7. ↑  이스라엘 생존 최고 무기는 창업… ‘스타타우’가 책임진다. 동아일보. A28. 2016년 12월 16일.
8. ↑  “가치 투자자라면 ‘저평가 유럽’에 관심 가질 만". 중앙선데이. P22. 2013년 5월 27일.
9. ↑  VVIP 전담 'TCK', 국내 헤지펀드 투자금 회수. 머니투데이더벨. 2018년 5월 11일.
10. ↑  VC협회, 이스라엘 방문 사전 세미나...글로벌 네트워크 강화. 머니투데이. 2018년 2월 6일.
11. ↑  TCK, '재간접 헤지펀드'로 초고액자산가 공략. 머니투데이더벨. 2017년 1월 12일.
12. ↑  토포앤코리아 투자자문, 투자전문가 마크 테토 전격 영입. IT동아. 2015년 9월 24일.
13. ↑  TCK자문, 실적 호조세...VVIP 공략 통했다. 머니투데이더벨. 2017년 3월 20일.
14. ↑  [BizⓝCEO] 토포앤코코리아(TCK), 차별화된 기금운용 모델로 수익률 향상 실현. 한국경제. 2013년 2월 27일.
15. ↑  TCK-삼성생명, MOU 맺고 특화된 서비스 제공. 머니투데이. P17. 2013년 5월 22일.
16. ↑  삼성패밀리오피스-TCK, 초부유층 자산관리 MOU 체결. 매일경제. 2013년 5월 20일.
17. ↑  TCK인베스트먼트, 선임고문으로 황영기 영입. 한국경제. A25. 2018년3월22일.
18. ↑  [단독] "하이일드채권·부동산서 투자기회 찾아라". 매일경제. A24. 2017년11월1일.
19. ↑  오크트리 "내년 미국시장을 주목해라" 데일리안. 2014년11월6일.
20. ↑  Ziv, Krystal. “עמותת סטודנטים תעניק ייעוץ עסקי לארגונים חברתיים.” Globes. 2005년 12월 18일.